# Île Latorre (Antártica)
Latorre ou Landrum (en espagnol : Isla Latorre) est une île du Chili, la plus méridionale des îles Bugge. 

## Géographie
Elle se situe dans le sud de la Baie de Marguerite à l'ouest de la péninsule Antarctique et est entièrement recouvert par une calotte glacière. 

## Histoire
Elle a été nommée en 1947 après une expédition chilienne en Antarctique en l'honneur d'un héros chilien de la guerre du Pacifique (1879-1884), Juan José Latorre. 
Les États-Unis et le Royaume-Uni l'appellent Landrum en hommage au biologiste Betty J. Landrum.
L'Argentine la revendique dans le cadre de la Provincia de Tierra del Fuego et le Royaume-Uni, dans le cadre du Territoire antarctique britannique. 